# بين مورتون (سياسي)
بين مورتون (بالإنجليزية: Ben Morton)‏ هو سائق حافلة وسياسي أسترالي، ولد في 29 يونيو 1981 في غوسفورد في أستراليا. حزبياً، نشط في الحزب الليبرالي الأسترالي. وقد انتخب عضو مجلس النواب الأسترالي عن دائرة Division of Tangney ‏ (2 يوليو 2016 – ).